# Дворец начальника Терской области

Почтовая открытка, вторая половина XIX века. Вид со стороны современной улицы Церетели

Дворец со стороны современного Пушкинского сквера. Фото начала XX века

Дворец начальника Терской области — памятник архитектуры во Владикавказе, Северная Осетия. Выявленный объект культурного наследия России. Памятник, связанный с историей Владикавказа. Центр архитектурного притяжения, возле которого во второй половине XIX века формировался современный исторический центр города.

## Расположение
Находится в исторической части города на территории 412-го военного госпиталя Южного военного округа на улице Церетели, 6 — 8. Входит в состав единого архитектурного ансамбля, состоящего помимо собственно Дворца начальника Терской области также из Комплекса служебных и хозяйственных построек (на территории военного госпиталя, д. 6 — 8, литеры 2, 10, 11, 16, 21) и Архирейского дома с храмом святого Владимира (д. 6 — 8, строение 24).
Соседние объекты культурного наследия по улице Церетели: Пушкинский сквер, здание бывшей Классической мужской гимназии (д. 5), дом № 8 под наименованием «Дом, где в июне 1920-х годов жили участник борьбы за Советскую власть Сабан Ахметович Кутаров и комсомольский и партийный работник Авраам Константинович Хосроев».

## История
Двухэтажное здание, обнесённое забором, построено на небольшом холме около 1865 года в границах бывшей Владикавказской крепости. В здании располагалась канцелярия начальника Терской области (он же — наказной атаман Терского казачьего войска) и личные апартаменты губернатора Терской области. На первом этаже находилось небольшое демонстративное помещение со знамёнами казачьих полков Терского казачьего войска, трофейные знамёна и оружиями. Перед главным входом в здание размещались пушки. Позднее около Дворца была построена резиденция Владикавказского епископа с Архиерейской церковью с входом со стороны Крепостной улицы и заложен парк с перспективой на Терек (современный Пушкинский сквер). Во дворце находились обширный подвал, который использовался в 1942 году в качестве бомбоубежища.
В Дворце проживали начальники Терской области Михаил Тариэлович Лорис-Меликов (1865—1875), Александр Павлович Свистунов (1875—1883), Евгений Конильевич Юрковский (1883—1887), Алексей Михайлович Смекалов (1887—1890), Семён Васильевич Каханов (1890—1899), губернаторы Терской области Сергей Евлампиевич Толстов (1899—1905), Алексей Михайлович Колюбакин (1905—1908), Александр Степанович Михеев (1908—1912) и Сергей Николаевич Флейшер (1912—1917).
Дворец использовался для приёма и размещения важных персон. В нём останавливались четыре российских императора, князья дома Романовых, бухарский эмир.
В настоящее время здание находится на охраняемой территории военного госпиталя. Свободный осмотр невозможен.